# Escultura monumental

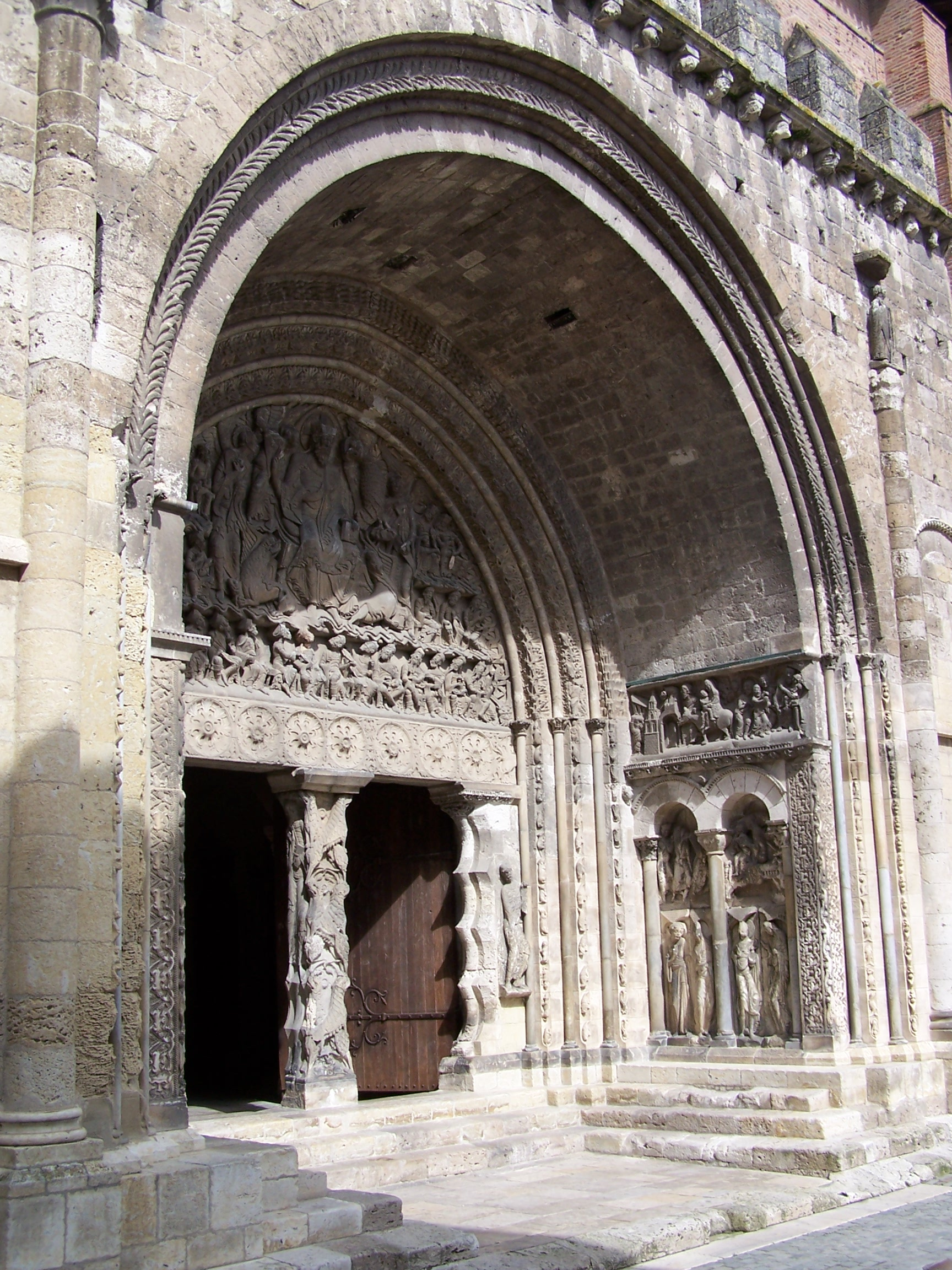
Portalada romànica de l'abadia de Moissac Abadia; un exemple clàssic del que s'entén per "escultura monumental" a l'antifga i medieval història de l'art.

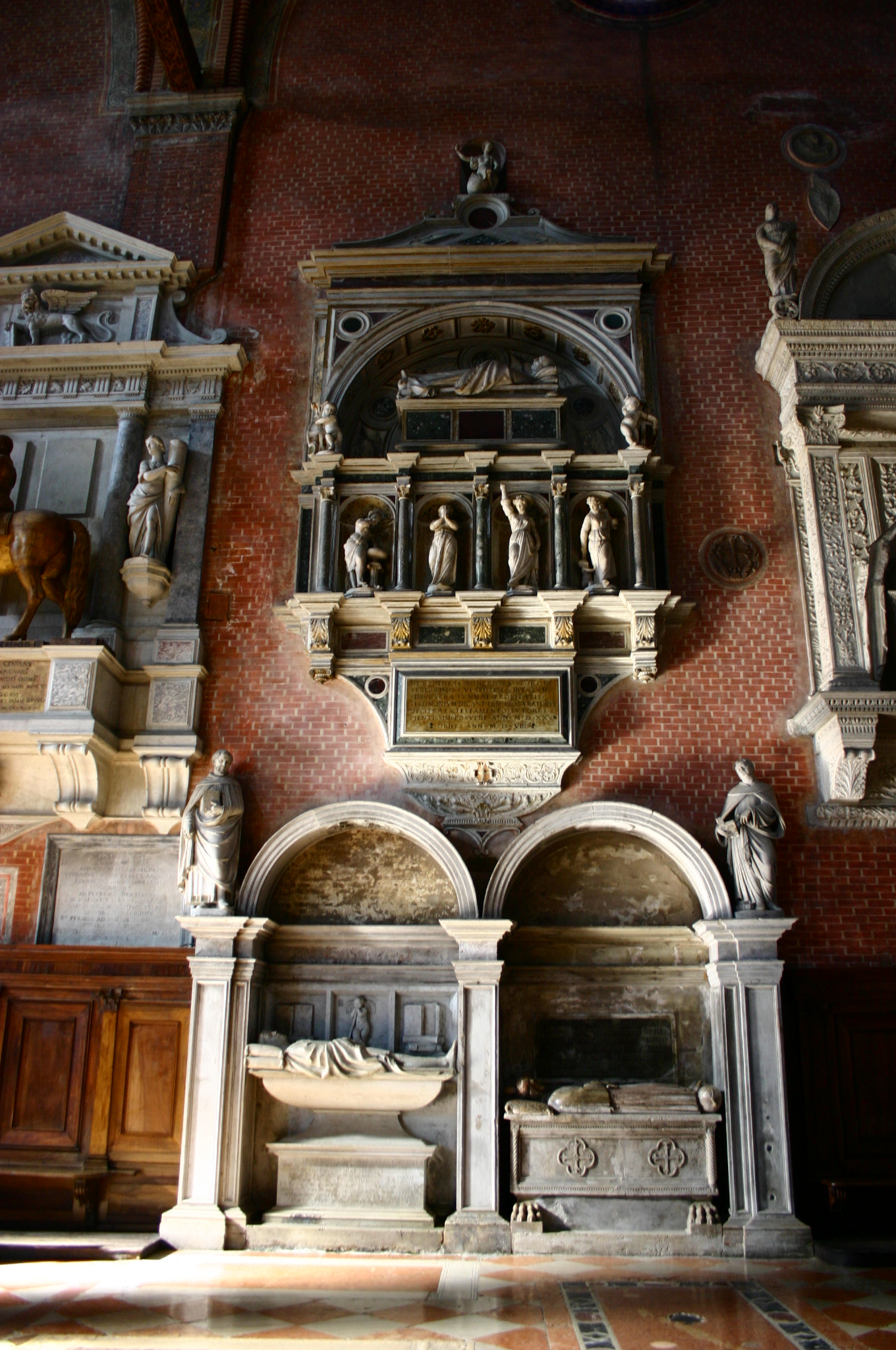
Tombes murals medievals i renaixentistes a la Basílica de Sant Joan i Sant Pau (Venècia). En la discussió de l'edat moderna, el terme pot significar específicament escultures que són memorials.

El terme escultura monumental s'usa sovint en Història de l'Art i la crítica, però no sempre de manera coherent. Es combinen dos conceptes, un de funció, i un de mida, i pot incloure un element d'un tercer concepte més subjectiu. Sovint s'utilitza per a totes les escultures que són grans. Les figures humanes que són potser la meitat de grandària natural o superior normalment es considerarien monumental en aquest sentit pels historiadors de l'art, tot i que en l'art contemporani està implícita una escala global bastant més gran. L'escultura monumental, per tant, es distingeix de les figuretes, petits relleus de metall o ivori, díptics i similars.
També s'utilitza per a l'escultura utilitzada per a crear o formar part d'un monument d'algun tipus, i per tant, capitells i relleus vinculats a edificis seran inclosos en aquesta categoria, encara que siguin petits en grandària. Les funcions típiques dels monuments són làpides, monuments funeraris o memorials, i les expressions del poder d'un governant o de la comunitat, a la qual les esglésies i estàtues religioses així s'agreguen per convenció, encara que en alguns contextos l'escultura monumental pot significar específicament només escultura funerària per a monuments eclesiàstics.

El tercer concepte que pot estar involucrat quan s'utilitza el terme no és específic de l'escultura, com si que ho són essencialment els altres dos. L'entrada per a "Monumental" de "A Dictionary of Art and Artists" de Peter i Linda Murray dona aquesta definició:
"La paraula més sobrecarregada en la història de l'art actual i la crítica. Es pretén transmetre la idea que una obra d'art, o part d'una obra tal, és gran, noble, elevada a la idea, simple en la seva concepció i execució, sense cap excés de virtuosisme, i que té una mica de naturalesa duradora, estable, i naturalesa intemporal de gran arquitectura. ... No és un sinònim de "gran".
Tanmateix, això no constitueix una descripció exacta o adequada de l'ús del terme per a l'escultura, tot i que molts usos del terme que essencialment significa "gran" o "utilitzat en un memorial" poden implicar aquest concepte també, en formes que són difícils de separar. Per exemple, quan Meyer Schapiro, després d'un capítol analitzant els capitells esculpits a Moissac, diu: "al timpà del portal del sud [(dreta)] l'escultura de Moissac arriba a ser veritablement monumental. Es col·loca per sobre del nivell de l'ull, i és ta gran domina l'entrada sencera. És un relleu semicircular gegantí..." la mida és sens dubte la part dominant del que vol dir amb la paraula, i els comentaris de Schapiro suggereixen que la manca d'«excés de virtuosisme» no forma part del que pretén transmetre. No obstant això, les parts del concepte del Murray ("gran, noble, elevat a la idea") s'inclouen en el seu significat, per bé "simple en la seva concepció i execució" gairebé no sembla aplicar-se.

## El significat en diferents contextos
És només a les societats riques que existeix realment la possibilitat de la creació d'escultures que són grans però merament decoratives (almenys en materials de llarga vida, com la pedra), de manera que per a la majoria de la història de l'art els diferents sentits del terme no causen cap dificultat. El terme pot ser utilitzat de forma diferent per a diferents períodes, amb els trencaments que ocorren al voltant del Renaixement i principis del segle XX: la mida antiga i medieval de l'escultura és normalment el criteri, per bé que el terme també sol incloure escultures arquitectòniques més petites, però a l'Edat moderna es pot entendre una funció funerària específica, abans que el significat típic, que fa referència un cop més a la mida per si sola en l'escultura contemporània. El capítols rellevants a les parts 2-4 de The Oxford History of Western Art es titulen així: "Escultura monumental circa 1300", "Escultura monumental 1300-1600", "Escultura aïllada c.1600-c.1700" "Formes a l'espai c.1700-1770", "Escultures i Públics" (1770- 1914).

## En la història de l'art

### Aspecte de l'escultura monumental en una cultura
En arqueologia i la història de l'art, l'aparició, i de vegades la desaparició, de l'escultura monumental (utilitzant el criteri de grandària) en una cultura, es considera de gran importància, encara que el seguiment de l'aparició sovint es complica per la presumpta existència d'escultures de fusta i altres materials peribles dels quals no en queda rastre; el tòtem és un exemple d'una tradició d'escultura monumental en fusta que deixaria rastres per a l'arqueologia. La capacitat de convocar els recursos per crear una escultura monumental, transportant generalment materials molt pesats i els arranjaments per al pagament dels que en general es consideren com a escultors de temps complet, es considera un signe d'una cultura relativament avançada en termes d'organització social.
A l'antic Egipte, l'Esfinx de Guiza probablement data del 3r mil·lenni abans de Crist, i pot ser més antiga que les Piràmides d'Egipte. Recents descobriments inesperats de l'edat del bronze xinesa són unes figures antigues al Sanxingdui, algunes de mida superior a dues vegades un home, han trastocat moltes idees que es tenen sobre la civilització xinesa primerenca, ja que només es coneixien prèviament bronzes molt més petitst. Algunes cultures, sens dubte avançades, com la civilització de la vall de l'Indus, no semblen haver tingut cap escultura monumental en absolut, tot i la producció de figures i segells molt sofisticats. La Cultura del Mississipi sembla haver avançar cap al seu ús, amb petites figures de pedra, quan es va ensorrar. Altres cultures, com l'Antic Egipte i la cultura de l'Illa de Pasqua, sembla que van dedicar enormes recursos a l'escultura monumental a molt gran escala des d'una etapa molt primerenca.

### Desaparició de l'escultura monumental

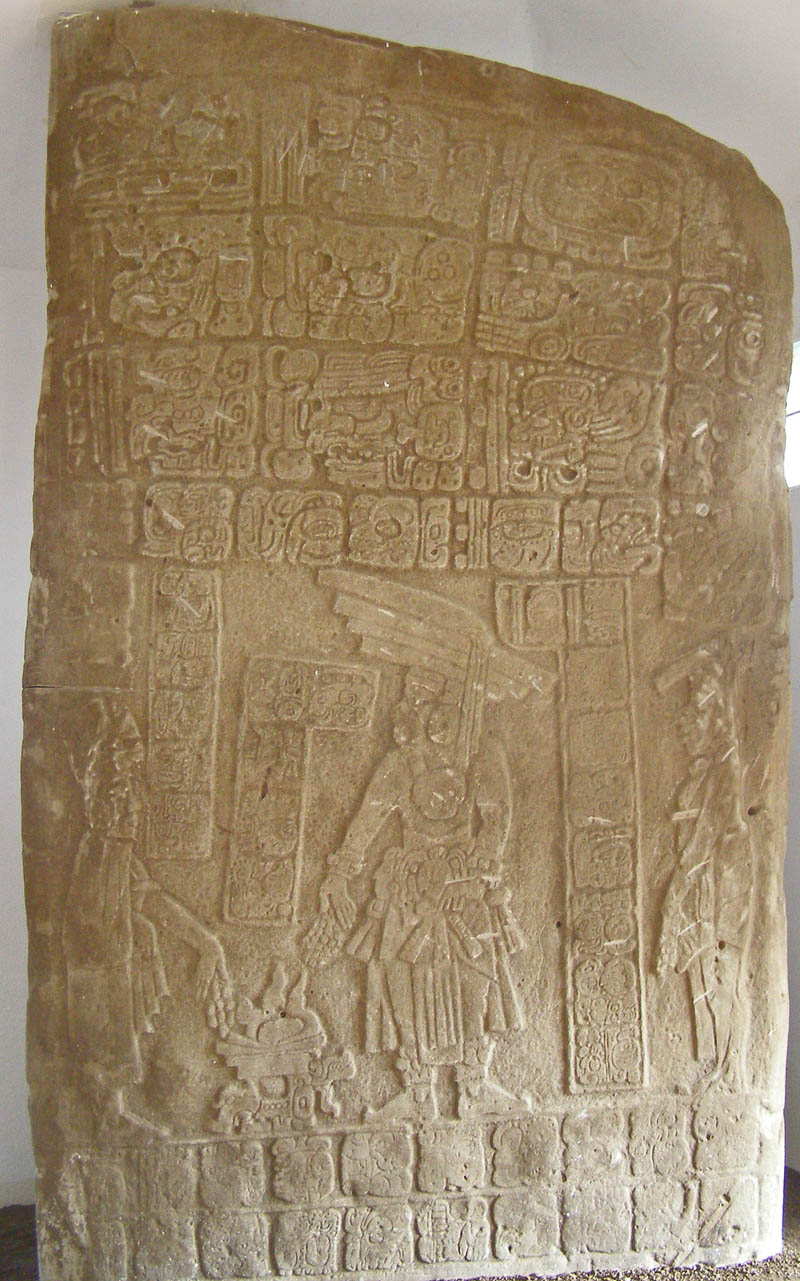
Esteles maies

Quan una cultura deixa de produir escultura monumental, poden haver-hi diverses raons. La més comuna és un col·lapse societal, com a Europa durant els anomenats Anys obscurs o el col·lapse maia de Mesoamèrica. Un altre pot ser l'aniconisme, generalment per motius religiosos, com el que seguí a les conquestes musulmanes. Tant el sorgiment del cristianisme (inicialment) i més tard la Reforma Protestant va comportar una aturada en l'escultura monumental religiosa a les regions afectades, i reduïeren en gran manera la producció de qualsevol escultura monumental durant diversos segles. L'art romà d'Orient, que havia evitat el col·lapse de la societat en l'Imperi Romà d'Occident, mai reprèn l'ús de l'escultura figurativa monumental, sia en contextos religiosos o seculars, i s'arriba a prohibir l'art religiós, fins i tot el dues dimensions, durant un període en la iconoclàstia romana d'Orient.

## Obres contemporànies
L'«escultura monumental» encara s'utilitza en el treball de la pedra i oficis funeraris i inclou totes les làpides per a tombes i altres obres d'art funerari, independentment de la seva mida. En l'art contemporani, però, s'utilitza per referir-se a totes les grans escultures independentment de propòsit. Per exemple per a la Fundació Cass Sculpture, al Regne Unit. Les escultures incloses en aquest terme, segons l'art modern, és probable que siguin de més de dos metres en almenys una dimensió, i prou grans per no necessitar un plint alt, encara que poden tenir-ne un. Moltes encara són encarregades com a art públic, sovint per posar-les a llocs a l'aire lliure.

## Galeria

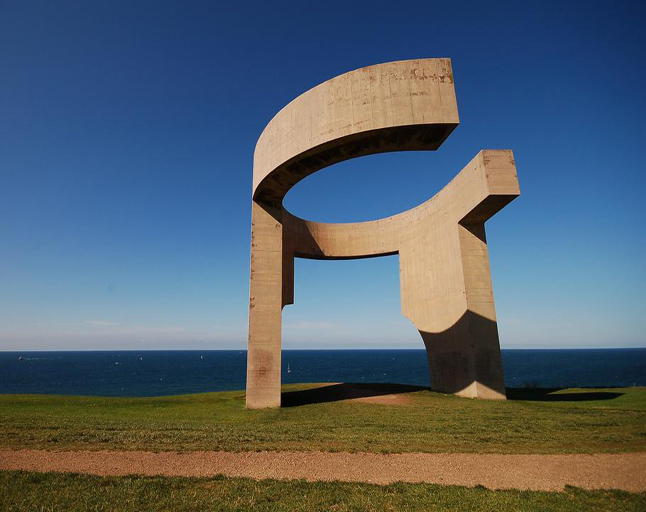
Elogio del Horizonte, formigó (1989), una escultura contemporània monumental d'Eduardo Chillida, a Gijon, Astúries
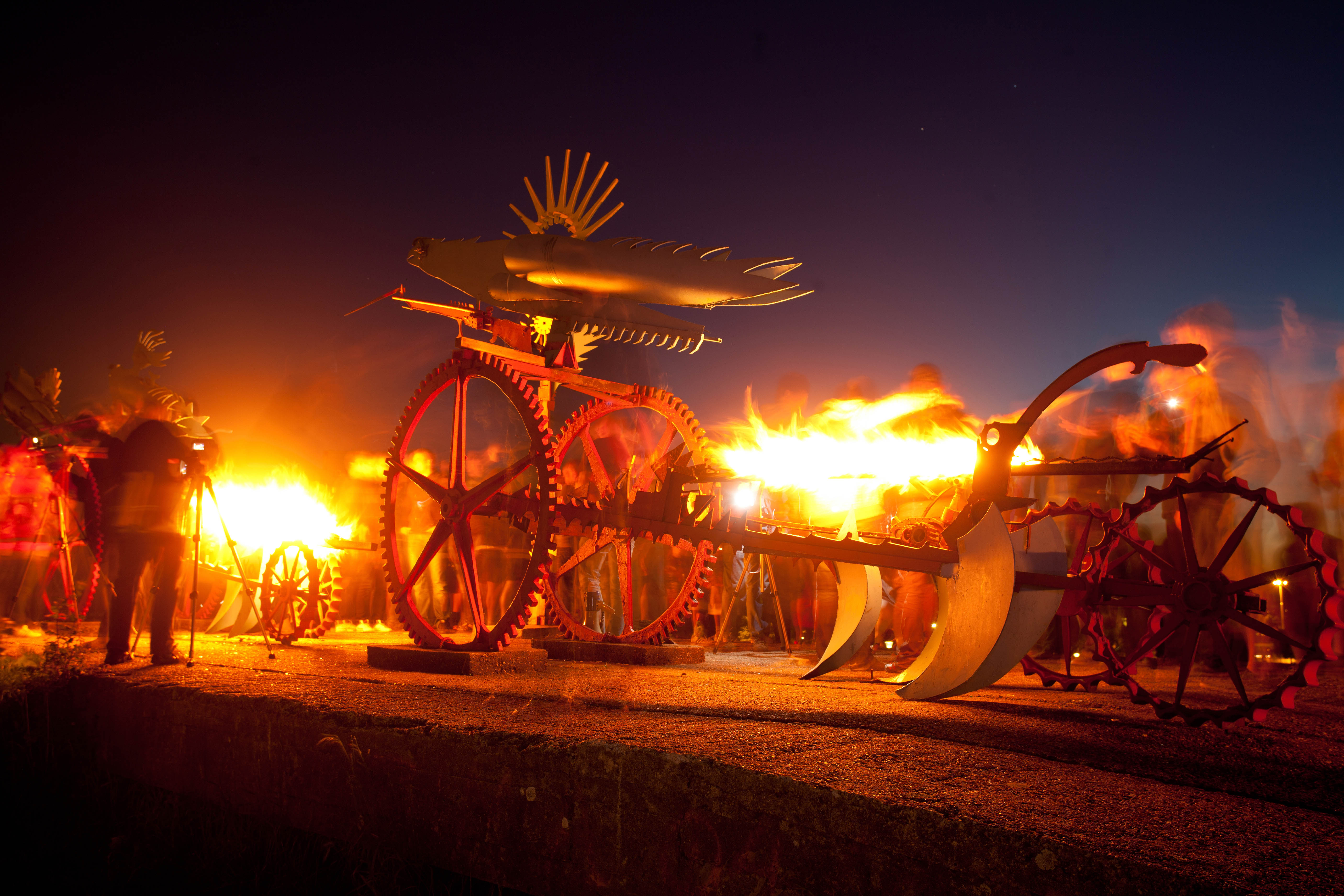
Płomienne ptaki (Ocells de foc) (1977) per Władysław Hasior a Koszalin, Polònia
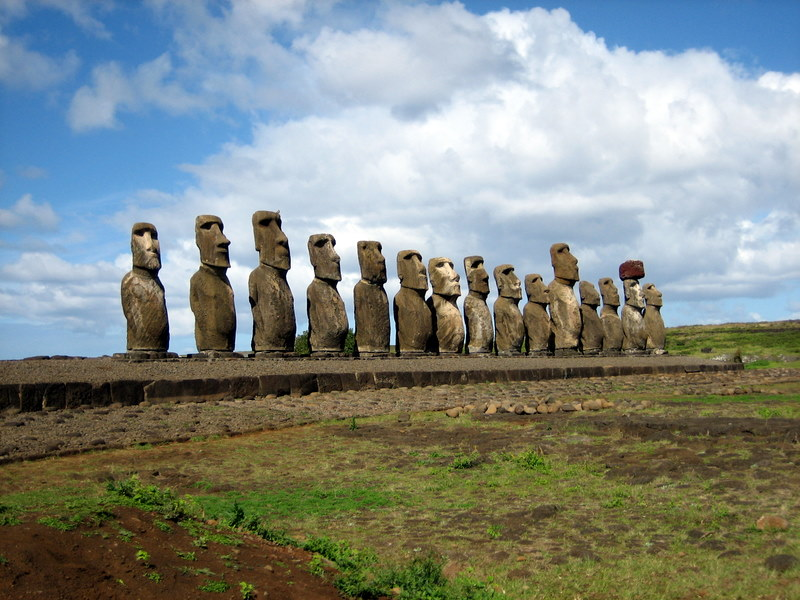
Ahu Tongariki de l'Illa de Pasqua, 15 - moais ahus excavats i restaurats en la dècada de 1990
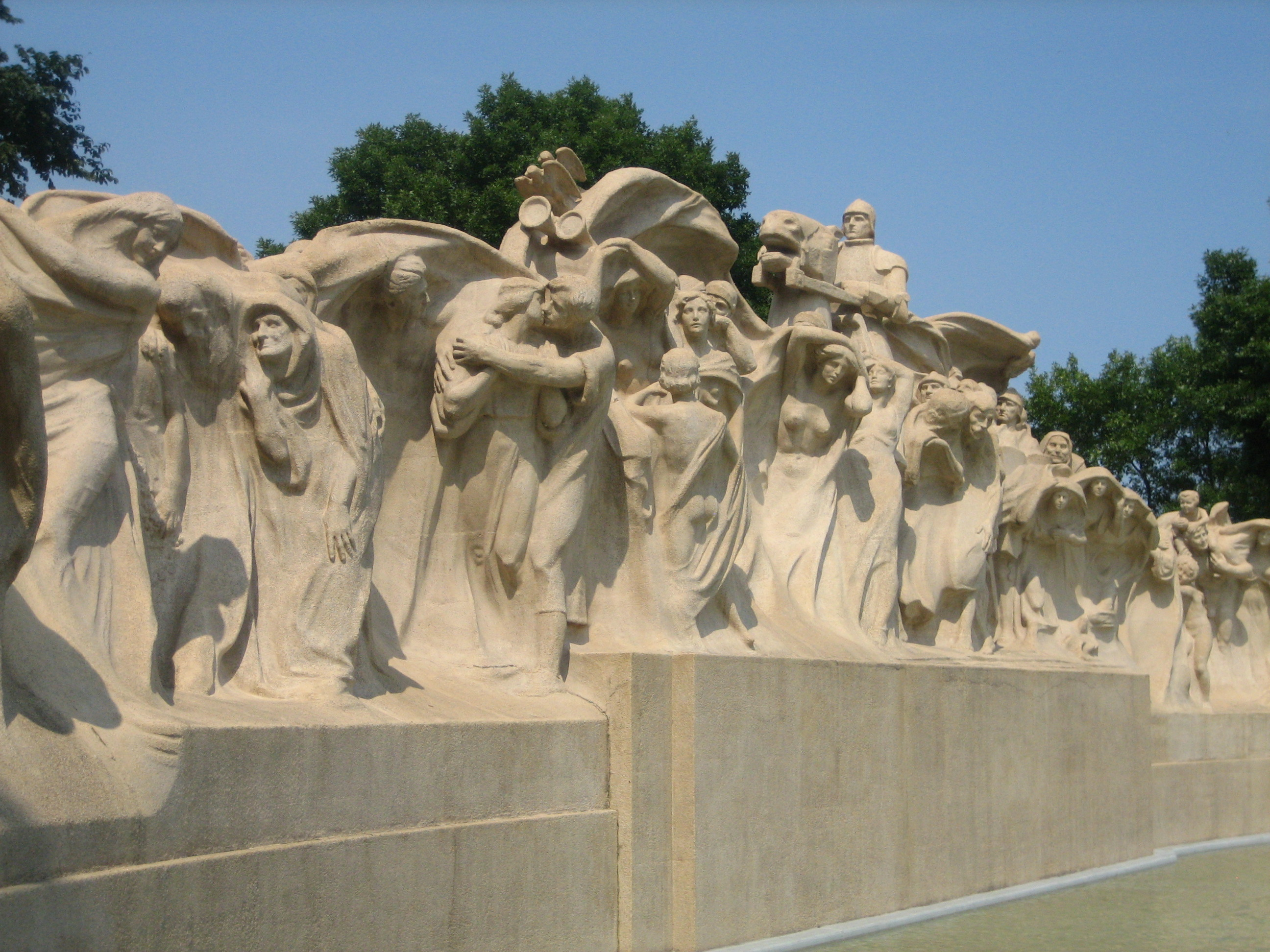
Font del Temps per Lorado Taft a la vora occidental de la Midway Plaisance de Chicago
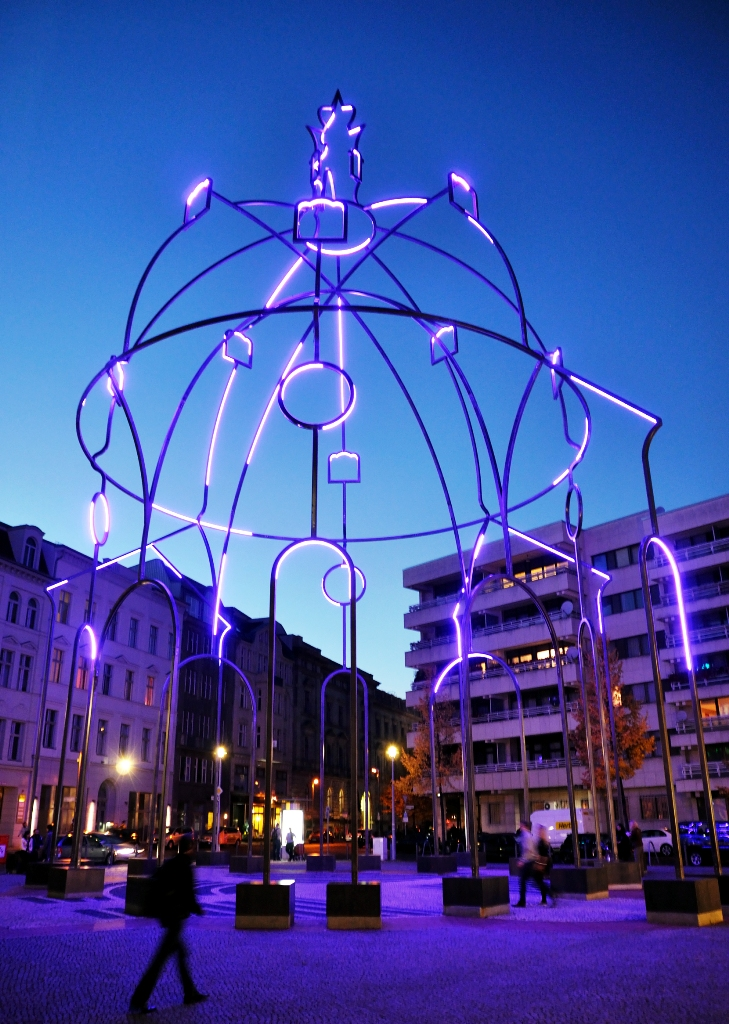
Memoria Urbana Berlin. Escultura de Llum Monumental. Alemanya. Juan Garaizabal. 2012
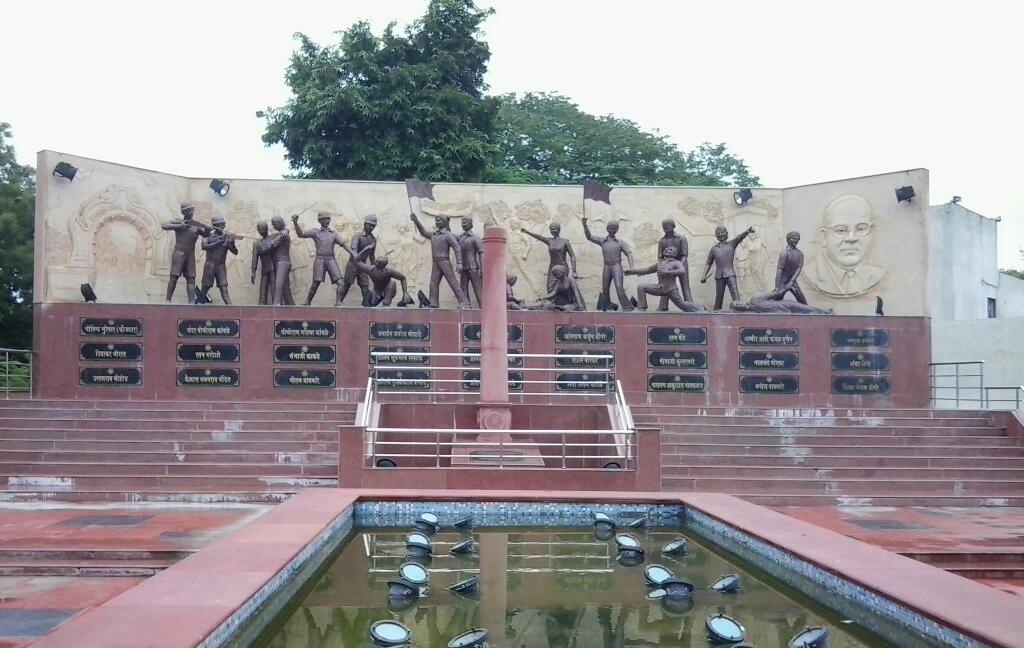
Namantar Shahid Smarak a Nagpur, Nagpur, l'Índia, 2013